# VIP: Very Intimes Poteaux
Albums de Soldat Louis
Happy... bordée 20 ans Kingdom tavern
VIP: Very Intimes Poteaux, sorti en 2010, est le douzième album de Soldat Louis. C'est un album sur lequel les plus grands succès du groupe sont repris par ou avec d'autres artistes.
Il est sorti en Bretagne le 15 décembre 2010 et au niveau national le 5 janvier 2011.

## Liste des chansons
| No  | Titre                                                      | Auteur | Durée |
| --- | ---------------------------------------------------------- | ------ | ----- |
| 1.  | Bohémiens (avec Hugues Aufray)                             |        | 3:30  |
| 2.  | Borgnefesse (avec Patrick Verbeke)                         |        | 3:23  |
| 3.  | Les p'tites du bout du monde (par Antoine)                 |        | 3:44  |
| 4.  | Femmes de légendes (par Beverly Jo Scott & Francis Cabrel) |        | 4:22  |
| 5.  | T'es mon secret (par Murray Head)                          |        | 3:57  |
| 6.  | Highlands (par Dan Ar Braz)                                |        | 3:02  |
| 7.  | Encore un rhum (par Renaud)                                |        | 4:22  |
| 8.  | Bow Lane (par Denys Lable)                                 |        | 3:14  |
| 9.  | Du rhum, des femmes (par Peter Alexander Band)             |        | 3:41  |
| 10. | Pavillon noir (par Michael Jones)                          |        | 4:51  |
| 11. | Savannah (avec Patrick Verbeke)                            |        | 2:53  |
| 12. | Bobby Sands (par Clarisse Lavanant)                        |        | 4:15  |
| 13. | Bienvenue à bord (par Francis Lalanne)                     |        | 3:25  |
| 14. | Valse à l'ancienne (par Jean-Patrick Capdevielle)          |        | 3:49  |
| 15. | Distances (par Renaud Detressan)                           |        | 3:49  |
| 16. | Frères du port (par Rhum et Eau & Spams)                   |        | 4:33  |